# Apparasanahalli, Srinivaspur
Apparasanahalli là một làng thuộc tehsil Srinivaspur, huyện Kolar, bang Karnataka, Ấn Độ.